# Diane Cilento
Diane Cilento est une actrice australienne née le 2 avril 1932 à Brisbane et morte à Cairns le 6 octobre 2011.

## Biographie

### Carrière
Elle a été désignée aux Tony Awards de Broadway en 1956 comme Best Supporting or Featured Actress (Dramatic) pour le rôle d'Hélène de Troie dans La guerre de Troie n'aura pas lieu de Jean Giraudoux.
Elle dirige un théâtre en plein air nommé Karnak, situé au milieu d'une forêt à Mossman, dans le Queensland. De ce fait, elle a peu joué depuis les années 1980.

### Vie familiale
Elle a été mariée à :
- Andrea Volpe (du 12 février 1955 au 3 octobre 1962), dont elle divorce, après avoir eu un enfant, Giovanna Volpe ;
- Sean Connery (du 29 novembre 1962 à août 1974), dont elle divorce après avoir eu un enfant, Jason Connery (ce qui fait d'elle la belle-mère de Mia Sara) ;
- Anthony Shaffer (du 27 janvier 1985 au 6 novembre 2001, date de mort du mari), ce qui fait d'elle la belle-sœur de Peter Shaffer.

## Filmographie
- 1951 : Capitaine sans peur (Captain Horatio Hornblower R.N.) de Raoul Walsh : Voice of Maria Hornblower
- 1952 : All Hallowe'en de Michael Gordon : Harriet
- 1952 : Wings of Danger de Terence Fisher : Jeannette
- 1952 : Moulin Rouge de John Huston
- 1953 : Meet Mr. Lucifer d'Anthony Pelissier
- 1954 : Passing Stranger (en) de John Arnold : Jill
- 1954 : The Angel Who Pawned Her Harp (en) d'Alan Bromly : The Angel
- 1955 : The Woman for Joe de George More O'Ferrall : Mary
- 1955 : Passage Home de Roy Ward Baker : Ruth Elton
- 1957 : L'Étranger amoureux (The Passionate Stranger) de Muriel Box
- 1957 : Anna Christie (TV)
- 1957 : The Truth About Women de Muriel Box : Ambrosine Viney
- 1957 : The Admirable Crichton (en) de Lewis Gilbert : Tweeny
- 1959 : Jet Storm de Cy Endfield : Agelica Como
- 1961 : Traitement de choc (The Full Treatment) de Val Guest : Denise Colby
- 1961 : La Lame nue (The Nacked edge) de Michael Anderson) : Mrs. Heath
- 1962 : Choc en retour (I Thank a Fool) de Robert Stevens : Liane Dane
- 1963 : Tom Jones: de l'alcôve à la potence (Tom Jones) de Tony Richardson : Molly Seagrim
- 1964 : Le Secret du docteur Whitset (The Third Secret) de Charles Crichton : Anne Tanner
- 1964 : Rattle of a Simple Man de Muriel Box : Cyrenne
- 1965 : Once Upon a Tractor
- 1965 : L'Extase et l'Agonie (The Agony and the Ecstasy) de Carol Reed : Contessina de Medici
- 1967 : Hombre de Martin Ritt : Jessie
- 1967 : Dial M for Murder (TV) : Margo Wendice
- 1968 : Rogues' Gallery (en) (série télévisée) : Lady Sarah Bellasize
- 1968 : Negatives de Peter Medak : Reingard
- 1972 : Z.P.G. de Michael Campus : Edna Borden
- 1972 : Amicalement vôtre (Regrets Eternels) : Kate Sinclair
- 1973 : The Wicker Man de Robin Hardy : Miss Rose
- 1973 : Les Dix Derniers Jours d'Hitler (Hitler: The Last Ten Days) de Ennio De Concini : Hanna Reitsch
- 1973 : Angoisse ( épisode Spell of Evil (TV) : Clara
- 1978 : Tycoon (série télévisée) : Diana Clark
- 1980 : Big Toys (TV) : Mag
- 1982 : Duet for Four (en) de Tim Burstall : Margot Mason
- 1983 : For the Term of His Natural Life (TV)
- 1984 : The Boy Who Had Everything (en) de Stephen Wallace : Mother
- 1994 : À mi-galaxie, tournez à gauche (Halfway Across the Galaxy and Turn Left) (série télévisée) : Authoritax / principa